# Zurab Khizanishvili
Zurab Khizanishvili - em georgiano, ზურაბ ხიზანიშვილი (Tbilisi, 6 de outubro de 1981) é um futebolista da Geórgia.
Atualmente joga no Blackburn Rovers.
Nos tempos de União Soviética, seu nome era russificado para Zurab Nodarovich Khizanishvili (Зураб Нодарович Хизанишвили, em russo).